# Kimža
Kimža (rusky Кимжа) je řeka v Archangelské oblasti v Rusku. Je 158 km dlouhá. Povodí má rozlohu 1490 km².

## Průběh toku
Tok řeky je velmi členitý. Ústí zleva do řeky Mezeň.

## Vodní stav
Zdroj vody je sněhový a dešťový. Na dolním toku řeky je významný vliv mořského přílivu.